# Mahekou (köpinghuvudort i Kina, Hunan Sheng, lat 29,30, long 112,28)
Mahekou (kinesiska: 麻河口, 麻河口镇) är en köpinghuvudort i Kina. Den ligger i provinsen Hunan, i den södra delen av landet, omkring 140 kilometer nordväst om provinshuvudstaden Changsha. Antalet invånare är 45 753. Befolkningen består av 22 400 kvinnor och 23 353 män. Barn under 15 år utgör 13,0 %, vuxna 15-64 år 73 %, och äldre över 65 år 12,0 %.
Runt Mahekou är det tätbefolkat, med 476 invånare per kvadratkilometer. Närmaste större samhälle är Anxiang, 17,0 km nordväst om Mahekou. Trakten runt Mahekou består till största delen av jordbruksmark.
Genomsnittlig årsnederbörd är 1 693 millimeter. Den regnigaste månaden är maj, med i genomsnitt 281 mm nederbörd, och den torraste är december, med 34 mm nederbörd.